# Angela Lansbury
Dama Angela Brigid Lansbury (Londra, 16 ottobre 1925 – Los Angeles, 11 ottobre 2022) è stata un'attrice britannica con cittadinanza irlandese naturalizzata statunitense.
Nella sua carriera è stata vincitrice di numerosi premi tra cui, nel 2014, un Premio Oscar alla carriera, sei Golden Globe, un BAFTA Britannia Award alla carriera, uno Screen Actors Guild Award alla carriera, un Premio Laurence Olivier e sei Tony Awards di cui uno alla carriera. Ha ottenuto ulteriore popolarità per aver interpretato Jessica Fletcher nella serie televisiva La signora in giallo, oltre ad aver recitato in precedenza in film come Il ritratto di Dorian Gray (1945), I tre moschettieri (1948), Pomi d'ottone e manici di scopa (1971) e Assassinio sul Nilo (1978). Nel 1991 ha prestato la voce a Mrs. Bric, la teiera-governante del film di animazione Disney La Bella e la Bestia, interpretando anche l'omonima canzone.

## Biografia

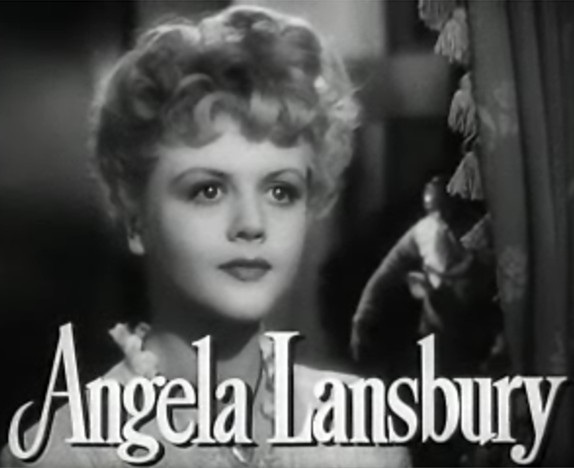
Angela Lansbury ne Il ritratto di Dorian Gray (1945)

Angela Brigid Lansbury è nata il 16 ottobre 1925 nella zona di Regent's Park, a Londra (e non, come scrissero in molti, in un quartiere dell'East End) da una ricca famiglia appartenente all'alta borghesia cittadina. Suo padre era Edgar Isaac Lansbury (1887-1975), ex sindaco del borgo metropolitano di Poplar e che, alla nascita della bambina, oltre ad essere un facoltoso magnate a capo di un'industria lignaria, ricopriva il ruolo di membro del Partito Comunista di Gran Bretagna. Questi era, a sua volta, figlio del politico George Lansbury, anch'egli deputato del Parlamento britannico e Presidente del Partito Laburista; la futura attice avrebbe più volte definito il nonno come uno dei suoi più grandi miti d'infanzia. Nel 1924 Lansbury si sposò con Moyna MacGill (1895-1975), popolare attrice nordirlandese nativa di Belfast e che, ancor prima di dare alla luce Angela, era già madre di Isolde, nata dal precedente matrimonio con lo scrittore Reginald Denham.
Nel 1930 la MacGill ebbe altri due gemelli di nome Bruce ed Edgar, evento che spinse la famiglia a stabilirsi in una villa ubicata a Mill Hill, nel North London mentre, secondo le memorie d'infanzia dell'attrice stessa, erano soliti trascorrere i week-end in una fattoria nel villaggio di Berrick Salome, nell'Oxfordshire.
Lansbury coltivò fin da bambina la passione per la recitazione che studiò in Inghilterra, presso la Webber-Douglas School of Singing and Dramatic Art e poi, dopo essersi trasferita negli Stati Uniti d'America con la famiglia in seguito ai bombardamenti di Londra, con Lucy Feagin alla Feagin School of Drama and Radio. Per guadagnare il denaro necessario a pagare la retta scolastica, Angela e la madre si dedicarono a lavori saltuari, tra cui quello di commesse in un grande magazzino. Nel 1942, dopo un'audizione al Roseland di Broadway, venne scelta per esibirsi come cantante e cabarettista in un night club di Montréal. Nel frattempo grazie alla madre, amica di alcune personalità che lavoravano nel mondo del cinema, Angela superò con successo i primi provini per la MGM. 

### Cinema
La Lansbury godette di ampia fama sin dagli inizi della sua carriera cinematografica: ottenne una prima candidatura al premio Oscar per il film Angoscia (1944), pellicola di George Cukor con Charles Boyer e Ingrid Bergman, in cui interpretava il ruolo della cameriera Nancy. Una seconda candidatura arrivò l'anno successivo, per la sua interpretazione ne Il ritratto di Dorian Gray (1945), adattamento cinematografico del romanzo di Oscar Wilde. Il ruolo di Sybil Vane, che si suicida per amore del protagonista, le fece guadagnare il primo Golden Globe.
Due anni dopo lo stesso regista, Albert Lewin, la volle accanto a George Sanders in Il disonesto (1947), trasposizione cinematografica di Bel Ami di Guy de Maupassant. Da allora vantò una lunga e diversificata carriera, principalmente come interprete sul grande schermo, dove apparve in ogni genere di film, dal musical western Le ragazze di Harvey (1946), al fianco di Judy Garland, al biblico Sansone e Dalila (1949), dal drammatico La lunga estate calda (1958) con Paul Newman e Orson Welles, al film Disney Pomi d'ottone e manici di scopa (1971).
A causa dei lineamenti del suo viso, che le conferivano un aspetto più maturo della sua età, e per merito della sua versatilità artistica, interpretò diversi ruoli di moglie di mezza età in film in cui gli attori scelti per interpretare il marito erano molto più anziani di lei, oppure di madre in film in cui gli attori che interpretavano i figli erano poco più giovani di lei, se non quasi coetanei. In Peccatori senza peccato (1947) interpretò la moglie di Walter Pidgeon, nella realtà più anziano di lei di ventotto anni, mentre ne I tre moschettieri (1948) fu Anna d'Austria, moglie del re Luigi XIII di Francia (Frank Morgan); nella realtà, lei aveva 23 anni e lui 58.
Nello stesso anno Frank Capra, su suggerimento di Katharine Hepburn (come ribadito dalla Lansbury in più occasioni), la scelse per il ruolo di una spietata direttrice di giornale che seduce Spencer Tracy nel film Lo stato dell'Unione, facendole interpretare a soli 23 anni una quarantenne. Nel 1961, in Blue Hawaii, interpretò il ruolo della madre di Elvis Presley, quando quest'ultimo era più giovane di lei di soli dieci anni. Nel 1962, nel film E il vento disperse la nebbia, interpretò la madre di Warren Beatty e Brandon De Wilde, i quali però erano più giovani di Lansbury di soli dodici e diciassette anni.

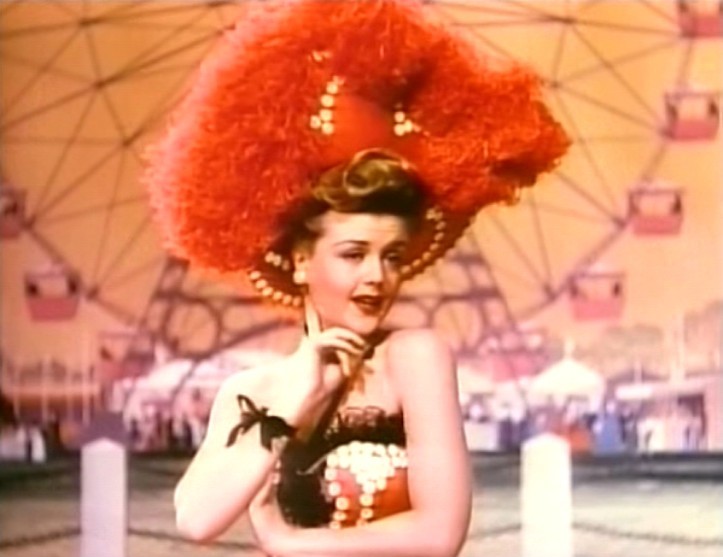
Angela Lansbury in una scena di Nuvole passeggere (1946)

Sempre nel 1962, in Va' e uccidi impersonò una madre maligna e manipolatrice che trasforma suo figlio (interpretato da Laurence Harvey) in un assassino. Nella realtà lei aveva 37 anni e Harvey 34. Questa interpretazione le fece guadagnare la terza candidatura al premio Oscar, il secondo Golden Globe, un National Board of Review (vinto anche per E il vento disperse la nebbia) e una candidatura al Golden Laurel. Inoltre, il personaggio interpretato da Lansbury in Va' e uccidi è stato inserito al 21º posto nella classifica stilata dall'American Film Institute dei 50 cattivi migliori del cinema americano. Da un'intervista con la CNN emerse che questo ruolo fu il preferito dalla Lansbury.
Nel 1965, nel film biografico Jean Harlow, la donna che non sapeva amare, interpretò invece la madre di Carroll Baker, la quale era più giovane di lei di soli 6 anni. 
Nel corso della sua carriera, ha recitato accanto a tre grandi nomi del cinema italiano: come antagonista di Sophia Loren nella commedia rosa Olympia (1960) e come moglie di Vittorio De Sica e Raf Vallone, rispettivamente in Le avventure e gli amori di Moll Flanders e in Jean Harlow, la donna che non sapeva amare, entrambi del 1965.
Nel 1980 interpretò Miss Marple in  Assassinio allo specchio, dopo essere stata tra i protagonisti, insieme a Peter Ustinov, Bette Davis e David Niven, di Assassinio sul Nilo (1978), tratto da un altro giallo di Agatha Christie. Per il ruolo interpretato in questo film venne candidata ai premi BAFTA e vinse un National Board of Review nella categoria miglior attrice non protagonista.
Prestò la sua voce in cartoni animati come L'ultimo unicorno (1982) e La bella e la bestia (1991), in cui interpretava la teiera canterina Mrs. Bric; collaborò anche alla colonna sonora del film, interpretando il brano Beauty and the Beast, che vinse l'Oscar per la migliore canzone nel 1992. Nel 1997 partecipò al doppiaggio del film di animazione Anastasia, nel ruolo dell'Imperatrice Madre, disegnata a sua immagine, e nel 1999 presentò il cortometraggio L'uccello di fuoco compreso nel disneyano Fantasia 2000.
Dopo vent'anni di assenza dal cinema (l'ultima apparizione risaliva al 1984 nell'horror In compagnia dei lupi di Neil Jordan), apparve nel 2005 in Nanny McPhee - Tata Matilda, con Colin Firth e Emma Thompson. Nel 2011 tornò sul grande schermo ne I pinguini di Mr. Popper, al fianco di Jim Carrey. Nel dicembre 2016 Dick Van Dyke annunciò la partecipazione della Lansbury al film Il ritorno di Mary Poppins, sequel di Mary Poppins, distribuito nelle sale nel 2018. Diretto da Rob Marshall, il cast comprende, oltre ad Angela Lansbury e Van Dyke, Meryl Streep, Colin Firth e Emily Blunt nei panni della protagonista.

### Teatro

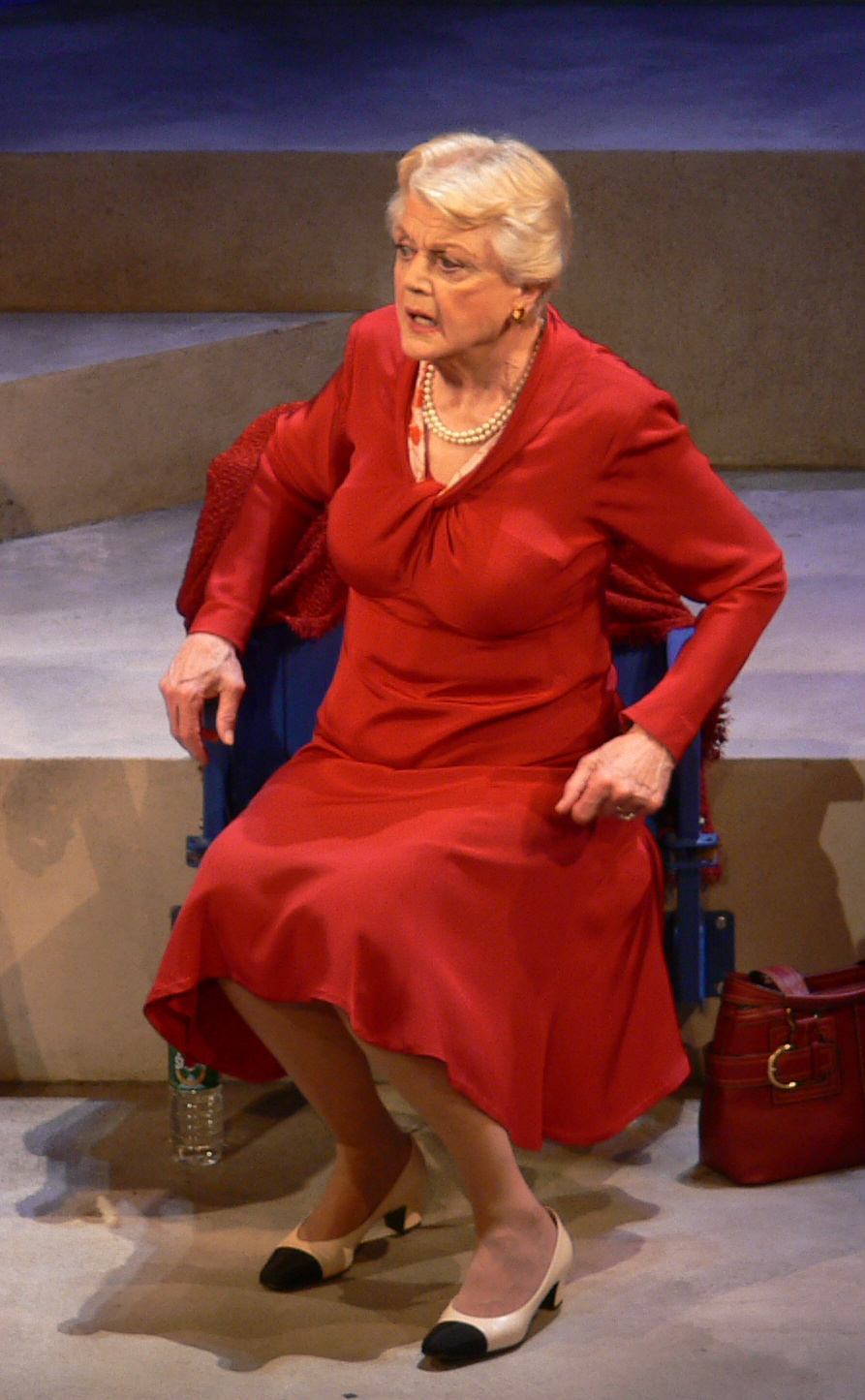
Angela Lansbury a Broadway nella pièce Deuce (2007)

A Broadway Lansbury fu ben accolta dalla critica per il suo primo musical, Anyone Can Whistle (1964), opera di Stephen Sondheim che ebbe tuttavia vita breve. A partire dal 1966 le sue interpretazioni in Mame di Jerry Herman (replicato 1500 volte), in Dear World (1969) e nel revival di Gypsy nel 1974 le valsero tre Tony Award nella categoria miglior attrice protagonista in un musical. Un quarto Tony le venne conferito nel 1979 per la sua interpretazione di Mrs. Lovett nel musical di Sondheim Sweeney Todd: Il diabolico barbiere di Fleet Street, rappresentato anche nel Regno Unito.
Dopo 20 anni di assenza dalle scene teatrali tornò nel 2007 con lo spettacolo Deuce con Marian Seldes, e nel 2009 vinse il quinto Tony per Spirito allegro, accanto a Rupert Everett e Christine Ebersole. Nella stagione successiva recitò a fianco di Catherine Zeta-Jones in A Little Night Music, mentre nel 2012 si unì al cast di The Best Man di Gore Vidal, formato da James Earl Jones, Eric McCormack e Candice Bergen. È l'unica attrice, insieme a Julie Harris e Audra McDonald, ad avere vinto 5 Tony Award. Nei primi mesi del 2013, in un tour australiano, fu a fianco di James Earl Jones in A spasso con Daisy (opera teatrale). Nel marzo 2014, a quasi 89 anni, tornò sul palcoscenico a Londra, da cui mancava da circa 40 anni, nella commedia Spirito allegro e vinse il Laurence Olivier Award alla migliore attrice non protagonista. Dal dicembre dello stesso anno fino alla primavera del 2015, fu in tournée con la medesima commedia negli Stati Uniti. Per la sua lunga attività a Broadway, nel 2022 ha ricevuto un Tony Award alla carriera.

### Televisione e riconoscimenti

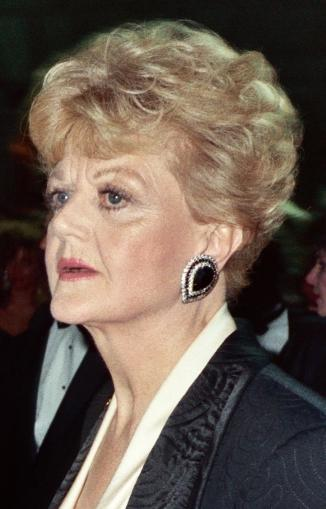
Angela Lansbury ai Premi Emmy 1989

Dal 1950 Lansbury cominciò a lavorare anche per la televisione, partecipando a serie antologiche come Robert Montgomery Presents, Lux Video Theatre e Four Star Playhouse. Negli anni sessanta prese parte come guest star ad alcune serie, tra cui Undicesima ora e Organizzazione U.N.C.L.E.. Nel 1982, per la partecipazione alla miniserie Gloria Vanderbilt, con Bette Davis, Christopher Plummer e Maureen Stapleton, ottenne una candidatura agli Emmy Award come miglior attrice protagonista, mentre nel film TV 68 gialli per un omicidio (1984) fu affiancata da Laurence Olivier. Nel 1984 interpretò anche la parte di zia Hortense Boutin nella miniserie televisiva Segreti, dove la protagonista Lili (Phoebe Cates) è alla ricerca della sua vera madre. Nel 1988, in Volo KAL 007 - Alla ricerca della verità, interpretò il ruolo di una madre che non si rassegna alla perdita del figlio.
Angela Lansbury tuttavia è nota al grande pubblico soprattutto per la sua interpretazione della scrittrice Jessica Fletcher ne La signora in giallo (Murder, She Wrote), protrattasi dal 1984 al 1996 e seguita da quattro film per la televisione dal 1997 al 2003. Qui trovò infatti il suo massimo successo e la definitiva consacrazione mondiale. La serie è stata uno dei telefilm trasmessi più a lungo in prima serata in una televisione statunitense e fece della Lansbury l'attrice televisiva più pagata al mondo: grazie a quel ruolo, conquistò il record di attrice protagonista in una serie televisiva con il maggior numero di candidature (18) agli Emmy Award, senza mai riceverne uno, 4 Golden Globe, il People's Choice Award e numerosi altri premi (tra cui un Telegatto). Nel corso degli ultimi anni, in alcune interviste, Lansbury espresse il desiderio di tornare a interpretare Jessica Fletcher in un nuovo film TV, a patto che il figlio Anthony, regista di numerosi episodi della serie, trovasse una storia adatta.
Nel 2005 ottenne l'ennesima candidatura agli Emmy per il ruolo di Eleanor Duvall in Law & Order - Unità vittime speciali (ruolo che ha interpretato anche in Law & Order - Il verdetto). Nel dicembre del 2017 tornò in TV nella miniserie in tre puntate Piccole donne (nuovo adattamento del romanzo di Louisa May Alcott), diretta da Vanessa Caswill, nel ruolo della zia March.
Nei primi anni novanta il governo britannico la insignì del titolo di Commander of the British Empire. Fu inserita tra le Disney Legend nel 1995. Si guadagnò un posto nella Screen Actors Guild nel 1997, nella Kennedy Center Honors nel 2000. Annovera infine ben due stelle nella prestigiosa Hollywood Walk of Fame. Nel 2013 la regina Elisabetta II le conferì il titolo di Dama di Commenda dell'Ordine dell'Impero Britannico. Nel 2014, durante la premiazione degli Oscar, ricevette l'Honorary Award (Oscar alla carriera) per i suoi successi nell'industria cinematografica e televisiva, nel corso di una carriera durata (al tempo) 70 anni.
Morì nel sonno nella sua casa di Brentwood, a Los Angeles, l'11 ottobre 2022, cinque giorni prima del suo 97º compleanno, e fu sepolta al Westwood Village Memorial Park Cemetery.

## Vita privata

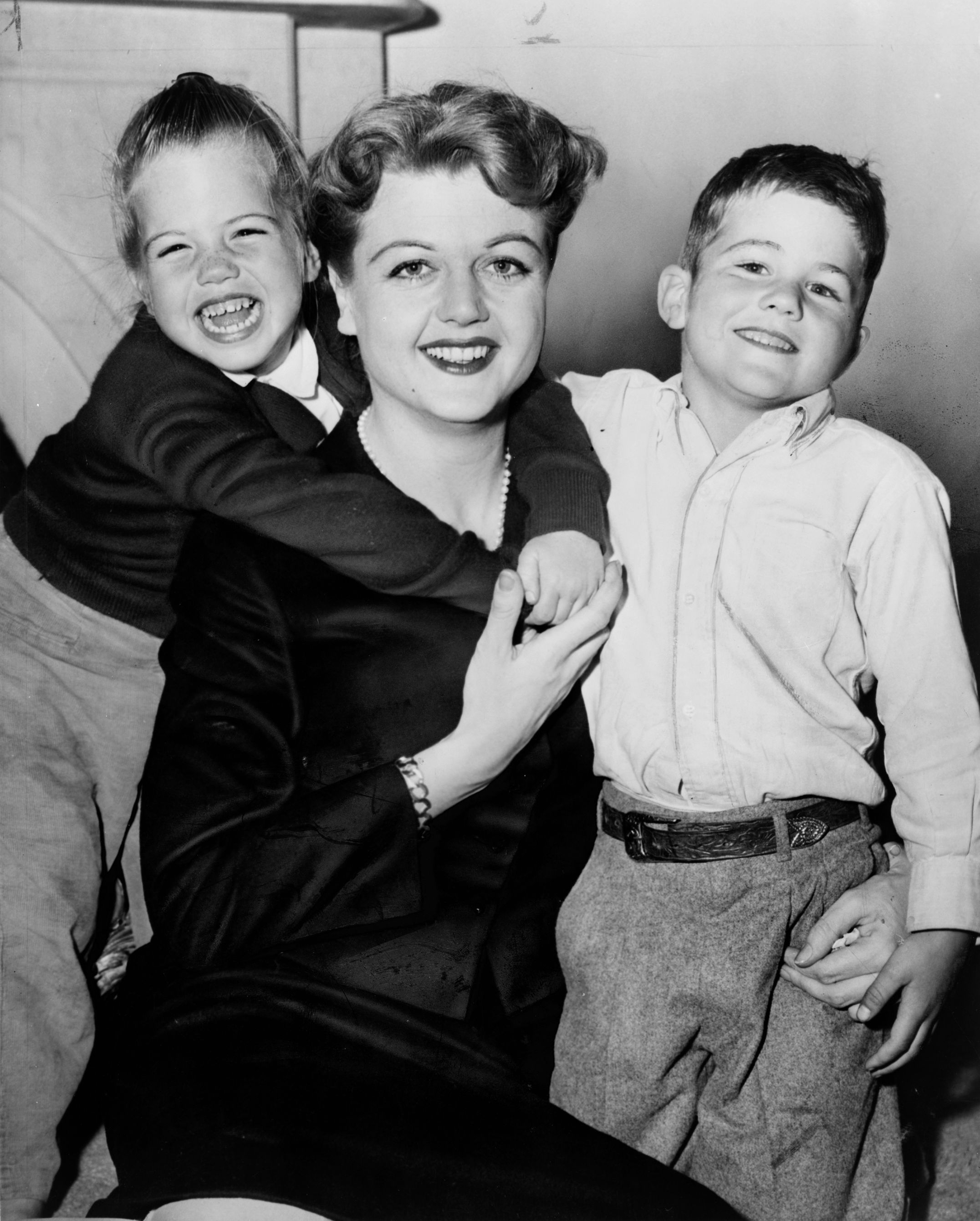
Angela Lansbury con i figli nel 1957

Si sposò nel 1945 con l'attore Richard Cromwell. Il matrimonio terminò dopo un anno quando lei apprese dell'omosessualità del marito, ma i due rimasero amici.
Nel 1949 si risposò con l'attore e produttore Peter Shaw (1918-2003), da cui ebbe i figli Anthony Pullen (1952) e Deirdre Angela (1953). Il primo, divenuto produttore e regista, la diresse in numerosi episodi de La signora in giallo.
Battezzata e cresciuta nella Chiesa d'Inghilterra, dopo essersi trasferita negli Stati Uniti fece battezzare e crescere i suoi figli nell'equivalente Chiesa episcopale (Stati Uniti d'America) senza, tuttavia, far parte di alcuna congregazione.
Angela Lansbury aveva una parentela acquisita con l'attore inglese Peter Ustinov, con il quale aveva condiviso il set di Assassinio sul Nilo. Quest'ultimo, infatti, era stato sposato dal 1940 al 1950 con Isolde Denham, sorellastra di Angela in quanto figlia di Moyna MacGill e del primo marito Reginald Denham.

## Filmografia

### Attrice

#### Cinema

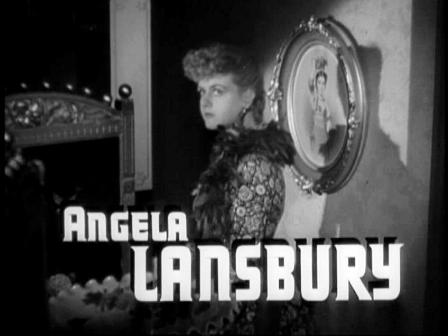
Angela Lansbury nel trailer di Angoscia (1944)

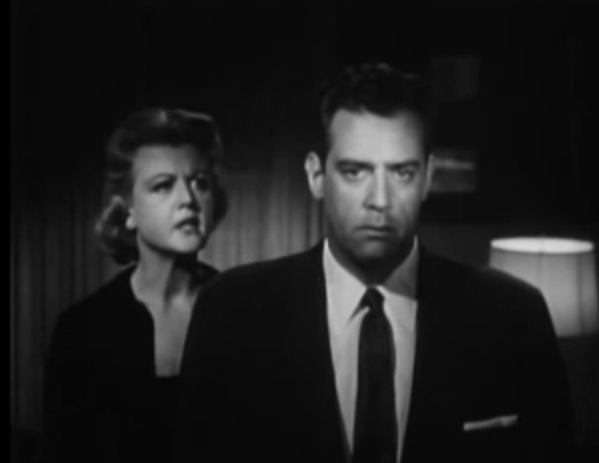
Angela Lansbury e Raymond Burr nel film Mi dovrai uccidere! (1956)

- Angoscia (Gaslight), regia di George Cukor (1944)
- Gran Premio (National Velvet), regia di Clarence Brown (1944)
- Il ritratto di Dorian Gray (The Picture of Dorian Gray), regia di Albert Lewin (1945)
- Le ragazze di Harvey (Harvey Girls), regia di George Sidney (1946)
- The Hoodlum Saint, regia di Norman Taurog (1946)
- Nuvole passeggere (Till the Clouds Roll By), regia di Richard Whorf (1946)
- Il disonesto (The Private Affairs of Bel Ami), regia di Albert Lewin (1947)
- Peccatori senza peccato (If Winter Comes), regia di Victor Saville (1947)
- Tenth Avenue Angel, regia di Roy Rowland (1948)
- Lo stato dell'Unione (State of the Union), regia di Frank Capra (1948)
- I tre moschettieri (The Three Musketeers), regia di George Sidney (1948)
- Il Danubio rosso (The Red Danube), regia di George Sidney (1949)
- Sansone e Dalila (Samson and Delilah), regia di Cecil B. DeMille (1949)
- Kind Lady, regia di John Sturges (1951)
- Gli ammutinati dell'Atlantico (Mutiny), regia di Edward Dmytryk (1952)
- La porta del mistero (Remains to Be Seen), regia di Don Weis (1953)
- L'ultimo agguato (A Life at Stake), regia di Paul Guilfoyle (1954)
- La maschera di porpora (The Purple Mask), regia di H. Bruce Humberstone (1955)
- I senza Dio (A Lawless Street), regia di Joseph H. Lewis (1955)
- Il giullare del re (The Court Jester), regia di Melvin Frank e Norman Panama (1955)
- Mi dovrai uccidere! (Please Murder Me), regia di Peter Godfrey (1956)
- La lunga estate calda (The Long, Hot Summer), regia di Martin Ritt (1958)
- Come sposare una figlia (The Reluctant Debutante), regia di Vincente Minnelli (1958)
- L'estate della diciassettesima bambola (Summer of the Seventeenth Doll), regia di Leslie Norman (1959)
- Olympia (A Breath of Scandal), regia di Michael Curtiz (1960)
- Il buio in cima alle scale (The Dark at the Top of the Stairs), regia di Delbert Mann (1960)
- Blue Hawaii, regia di Norman Taurog (1961)
- E il vento disperse la nebbia (All Fall Down), regia di John Frankenheimer (1962)
- Va' e uccidi (The Manchurian Candidate), regia di John Frankenheimer (1962)
- Amori proibiti (In the Cool of the Day), regia di Robert Stevens (1963)
- La vita privata di Henry Orient (The World of Henry Orient), regia di George Roy Hill (1964)
- Tre donne per uno scapolo (Dear Heart), regia di Delbert Mann (1964)
- Le avventure e gli amori di Moll Flanders (The Amorous Adventures of Moll Flanders), regia di Terence Young (1965)
- La più grande storia mai raccontata (The Greatest Story Ever Told), regia di George Stevens (1965)
- Jean Harlow, la donna che non sapeva amare (Harlow), regia di Gordon Douglas (1965)
- Una donna senza volto (Mister Buddwing), regia di Delbert Mann (1966)
- Something for Everyone, regia di Harold Prince (1970)
- Pomi d'ottone e manici di scopa (Bedknobs and Broomsticks), regia di Robert Stevenson (1971)
- Assassinio sul Nilo (Death on the Nile), regia di John Guillermin (1978)
- Il mistero della signora scomparsa (The Lady Vanishes), regia di Anthony Page (1979)
- Assassinio allo specchio (The Mirror Crack'd), regia di Guy Hamilton (1980)
- I pirati di Penzance (The Pirates of Penzance), regia di Wilford Leach (1983)
- In compagnia dei lupi (The Company of Wolves), regia di Neil Jordan (1984)
- Fantasia 2000, di registi vari (1999)
- Nanny McPhee - Tata Matilda (Nanny McPhee), regia di Kirk Jones (2005)
- I pinguini di Mr. Popper (Mr. Popper's Penguins), regia di Mark Waters (2011)
- Il ritorno di Mary Poppins (Mary Poppins Returns), regia di Rob Marshall (2018)
- Buttons: A Christmas Tale, regia di Tim Janis (2018)
- Glass Onion: Knives Out (Glass Onion: A Knives Out Mystery), regia di Rian Johnson (2022) - cameo

#### Televisione
- Lux Video Theatre – serie TV, 4 episodi (1950-1954)
- Robert Montgomery Presents – serie TV, 2 episodi (1950-1953)
- The Revlon Mirror Theater – serie TV, 1 episodio, (1953)
- The Ford Television Theatre – serie TV, 1 episodio (1953)
- Schlitz Playhouse of Stars – serie TV, 1 episodio (1953)
- Your Show of Shows – serie TV, 1 episodio (1954)
- General Electric Theater – serie TV, episodio 2x23 (1954)
- Four Star Playhouse – serie TV, 2 episodi (1954-1955)
- The Indiscreet Mrs. Jarvis, regia di Alan Smithee – cortometraggio (1955)
- Fireside Theatre – serie TV, 1 episodio (1955)
- Stage 7 – serie TV, episodio 1x15 (1955)
- Star Time Playhouse – serie TV (1955)
- The Star and the Story – serie TV, episodi 1x20-2x13 (1955-1956)
- Celebrity Playhouse – serie TV, episodi 1x09-1x28 (1955-1956)
- Chevron Hall of Stars – serie TV, 1 episodio (1956)
- Front Row Center – serie TV, 1 episodio (1956)
- Screen Directors Playhouse – serie TV, episodio 1x24 (1956)
- Studio 57 – serie TV, 2 episodi (1956)
- Climax! – serie TV, 2 episodi (1956-1957)
- Undercurrent – serie TV, 1 episodio (1957)
- Playhouse 90 – serie TV, 2 episodi (1958-1959)
- Undicesima ora (The Eleventh Hour) – serie TV, 1 episodio (1963)
- Organizzazione U.N.C.L.E. (The Man from U.N.C.L.E.) – serie TV, 1 episodio (1965)
- Le cause dell'avvocato O'Brien (The Trials of O'Brien) – serie TV, 1 episodio (1965)
- Sweeney Todd: the Demon Barber of Fleet Street – film TV (1982)
- Gloria Vanderbilt (Little Gloria... Happy at Last), regia di Waris Hussein – miniserie TV, 2 puntate (1982)
- The Gift of Love: A Christmas Story, regia di Delbert Mann – film TV (1983)
- 68 gialli per un omicidio (A Talent for Murder), regia di Alvin Rakoff – film TV (1984)
- Segreti (Lace), regia di William Hale – miniserie TV, 2 puntate (1984)
- Voglia di vincere (The First Olympics: Athens 1896) – miniserie TV, 2 puntate (1984)
- La signora in giallo (Murder, She Wrote) – serie TV, 264 episodi (1984-1996)
- La rabbia degli angeli - La storia continua (Rage of Angels: The Story Continues), regia di Paul Wendkos – miniserie TV, 2 puntate (1986)
- Magnum, P.I. – serie TV, episodio 7x09 (1986)
- Volo KAL 007 - Alla ricerca della verità (Shootdown), regia di Michael Pressman – film TV (1988)
- Rosamunde Pilcher – I cercatori di conchiglie  ((The Shell Seekers), regia di Waris Hussein – film TV (1989)
- The Love She Sought, regia di Joseph Sargent – film TV (1990)
- In volo per un sogno (Mrs 'Arris Goes to Paris), regia di Anthony Shaw – film TV (1992)
- Mamma Natale (Mrs. Santa Claus), regia di Terry Hughes – film TV (1996)
- La signora in giallo - Vagone letto con omicidio (South by Southwest), regia di Anthony Pullen Shaw – film TV (1997)
- La signora Pollifax (The Unexpected Mrs. Pollifax), regia di Anthony Pullen Shaw – film TV (1999)
- La signora in giallo - Appuntamento con la morte (A Story to Die for), regia di Anthony Pullen Shaw – film TV (2000)
- La signora in giallo - L'ultimo uomo libero (The Last Free Man), regia di Anthony Pullen Shaw – film TV (2001)
- Il tocco di un angelo (Touched by an Angel) – serie TV, episodio 8x20 (2002)
- La signora in giallo - La ballata del ragazzo perduto (The Celtic Riddle), regia di Anthony Pullen Shaw – film TV (2003)
- The Blackwater Lightship, regia di John Erman – film TV (2004)
- Law & Order - Unità vittime speciali (Law & Order - Special Victims Unit) – serie TV, episodio 6x20 (2005)
- Law & Order - Il verdetto (Law & Order - Trial by Jury) – serie TV, episodio 1x11 (2005)
- Piccole donne (Little Women) – miniserie TV, 3 puntate (2017)

#### Speciali TV e documentari (parziale)
- Una eredità in musica (The Best of Disney Music) (1993)
- Elizabeth Taylor: Regina di cuori (Elizabeth Taylor: England's Other Elizabeth) (2000)
- Su Cukor (On Cukor) (2000)
- Magia della musica - I fratelli Sherman (Music Magic: The Sherman Brothers - Bedknobs and Broomsticks) (2001)
- The Boys: La storia dei fratelli Sherman (The Boys: The Sherman Brothers' Story) (2009)
- Downton Abbey Revisited (2012)
- Orry Kelly - Tutte le donne che ho (s)vestito (Women He's Undressed) (2015)
- Howard - La vita, le parole (Howard) (2018)

### Doppiatrice
- I quattro cavalieri dell'Apocalisse[13] (The Four Horsemen of the Apocalypse), regia di Vincente Minnelli (1962) - non accreditata
- The Story of the First Christmas Snow, regia di Jules Bass e Arthur Rankin Jr. (1975) – cortometraggio
- L'ultimo unicorno (The Last Unicorn), regia di Jules Bass (1982)
- La bella e la bestia (Beauty and the Beast), regia di Gary Trousdale (1991)
- La bella e la bestia - Un magico Natale (Beauty and the Beast: The Enchanted Christmas), regia di Andrew Knight (1997)
- Anastasia, regia di Don Bluth e Gary Goldman (1997)
- A proposito di Schmidt (About Schmidt), regia di Alexander Payne (2002)
- Kingdom Hearts II (2005) - videogioco
- Kingdom Hearts II: Final Mix+ (2007) - videogioco
- Heidi 4 Paws, regia di Holly Goldberg Sloan – film TV (2012)
- Disney Magical World - videogioco (2013)
- Il Grinch (The Grinch), regia di Yarrow Cheney e Scott Mosier (2018)

## Teatro

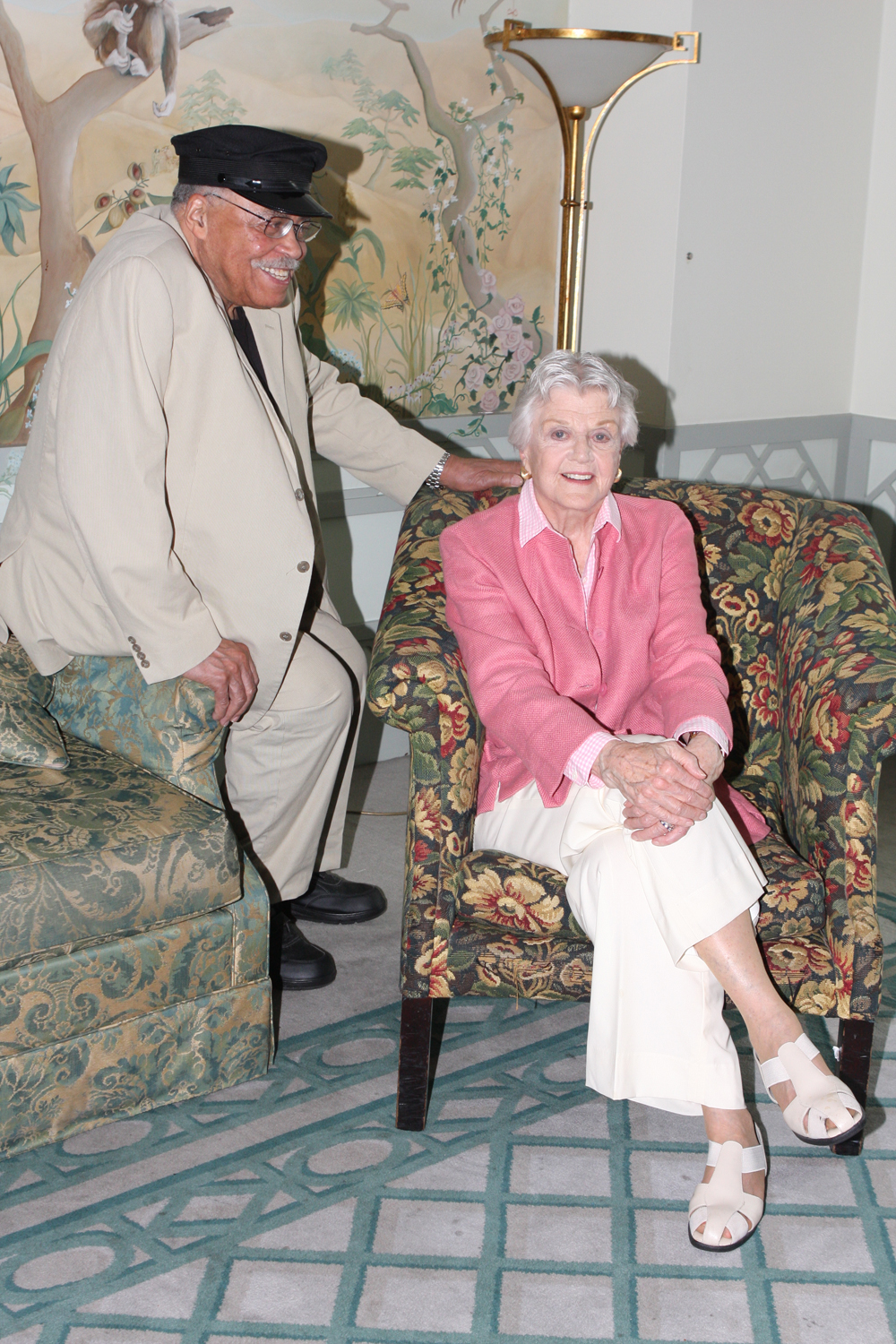
James Earl Jones e Angela Lansbury nel 2013

- Hotel Paradiso, di Georges Feydeau, regia di Peter Glenville. Henry Miller's Theatre di New York (1957)
- Sapore di miele, di Shelagh Delaney, regia di George Devine. Booth Theatre di New York (1960)
- Anyone Can Whistle, libretto di Arthur Laurents, musiche di Stephen Sondheim, regia di Arthur Laurents. Majestic Theatre di New York (1964)
- Mame, libretto di Jerome Lawrence e Robert Edwin Lee, musiche di Jerry Herman, regia di Gene Saks, con Bea Arthur. Broadway Theatre di New York (1966)
- Mame, libretto di Jerome Lawrence e Robert Edwin Lee, musiche di Jerry Herman, regia di Gene Saks. Secondo tour statunitense (1968)
- Lady in the Dark, libretto di Ira Gershwin, musiche di Kurt Weill. Philharmonic Hall di New York (1969)
- Dear World, libretto di Jerome Lawrence e Robert Edwin Lee, musiche di Jerry Herman, regia di Joe Layton. Mark Hellinger Theatre di New York (1969)
- Prettybelle, libretto di Bob Merrill, musiche di Jule Styne, regia di Gower Champion. Shubert Theatre di Boston (1971)
- All Over, di Edward Albee, regia di Peter Hall. Aldwych Theatre di Londra (1972)
- Gypsy: A Musical Fable, libretto di Arthur Laurents, parole di Stephen Sondheim, musiche di Jule Styne, regia di Arthur Laurents. Piccadilly Theatre di Londra (1973)
- Gypsy: A Musical Fable, libretto di Arthur Laurents, parole di Stephen Sondheim, musiche di Jule Styne, regia di Arthur Laurents. Winter Garden Theatre di New York (1974)
- Gypsy: A Musical Fable, libretto di Arthur Laurents, parole di Stephen Sondheim, musiche di Jule Styne, regia di Fritz Holt. Valley Forge Music Fair di Devon e Westbury Music Fair di Westbury (1975)
- Amleto, di William Shakespeare, regia di Peter Hall. Old Vic di Londra (1975)
- Mame, libretto di Jerome Lawrence e Robert Edwin Lee, musiche di Jerry Herman, regia di John Bowab. Music Hall at Fair Park di Dallas e Starlight Theatre di Kansas City (1976)
- The King and I, libretto di Oscar Hammerstein II, musiche di Richard Rodgers, regia di Yuriko. Uris Theatre di New York (1977)
- Listening e Counting The Ways, scritto e diretto da Edward Albee. Hartford Stage Company di Hartford (1977)
- Gypsy: A Musical Fable, libretto di Arthur Laurents, parole di Stephen Sondheim, musiche di Jule Styne, regia di Arthur Laurents. Theatre of the Stars di Atlanta, Starlight Theatre di Kansas City e Wolf Trap Farm Park di Washington (1978)
- Sweeney Todd: the Demon Barber of Fleet Street, libretto di Hugh Wheeler, musiche di Stephen Sondheim, regia di Harold Prince, con Len Cariou. Uris Theatre di New York (1979)
- Sweeney Todd: the Demon Barber of Fleet Street, libretto di Hugh Wheeler, musiche di Stephen Sondheim, regia di Harold Prince, con George Hearn. Primo tour statunitense (1980)
- A Little Family Business, di Barillet, regia di Martin Charnin. Martin Beck Theatre di New York (1982)
- Mame, libretto di Jerome Lawrence e Robert Edwin Lee, musiche di Jerry Herman, regia di John Bowab. George Gershwin Theatre di New York (1983)
- Deuce, di Terrence McNally, regia di Michael Blakemore, con Marian Seldes. Magic Box Theatre di New York (2007)
- Spirito allegro, di Noël Coward, regia di Michael Blakemore, con Rupert Everett, Christine Ebersole. Shubert Theatre di New York (2009)
- A Little Night Music, libretto di Hugh Wheeler, musiche di Stephen Sondheim, regia di Trevor Nunn, con Catherine Zeta-Jones. Walter Kerr Theatre di New York (2009)
- The Best Man, di Gore Vidal, regia di Michael Wilson. Gerald Schoeffer Theatre di New York (2012)
- Driving Miss Daisy, di Alfred Urhy, regia di David Esbjornson, con James Earl Jones e Boyd Gaines. Tour australiano (2013)
- Spirito allegro, di Noël Coward, regia di Michael Blakemore, con Janie Dee. Apollo Theatre di Londra (2014)
- Spirito allegro, di Noël Coward, regia di Michael Blakemore. Tour statunitense (2015)

### Concerti e gala
- Sondheim: A Tribute, musiche e parole di Stephen Sondheim, regia di Burt Shevelove, con Chita Rivera, Dorothy Collins. Shubert Theatre di New York (1973)
- V.I.P. Night on Broadway, regia di Pat Birch, con Lauren Bacall, Maureen Stapleton. Shubert Theatre di New York (1979)
- A Stephen Sondheim Evening, musiche e parole di Stephen Sondheim, regia di Paul Lazarus, con George Hearn, Judy Kaye. Sotheby Parke Bernet (1983)
- Company, libretto di George Furth, musiche di Stephen Sondheim, regia di Barry Brown, con Elaine Stritch. Terrace Theatre di Long Beach (1993)
- Short Talks on the Universe (Ghost Light), di Terrence McNally, regia di Dan Sullivan. Eugene O'Neill Theatre di New York (2002)
- Barack on Broadway, regia di George C. Wolfe, con Audra McDonald, Patti LuPone, Mandy Patinkin. New Amsterdam Theatre di New York (2012)

## Riconoscimenti
(Motivazione per l'Oscar alla carriera, Academy of Motion Picture Arts and Sciences)
- Premio Oscar

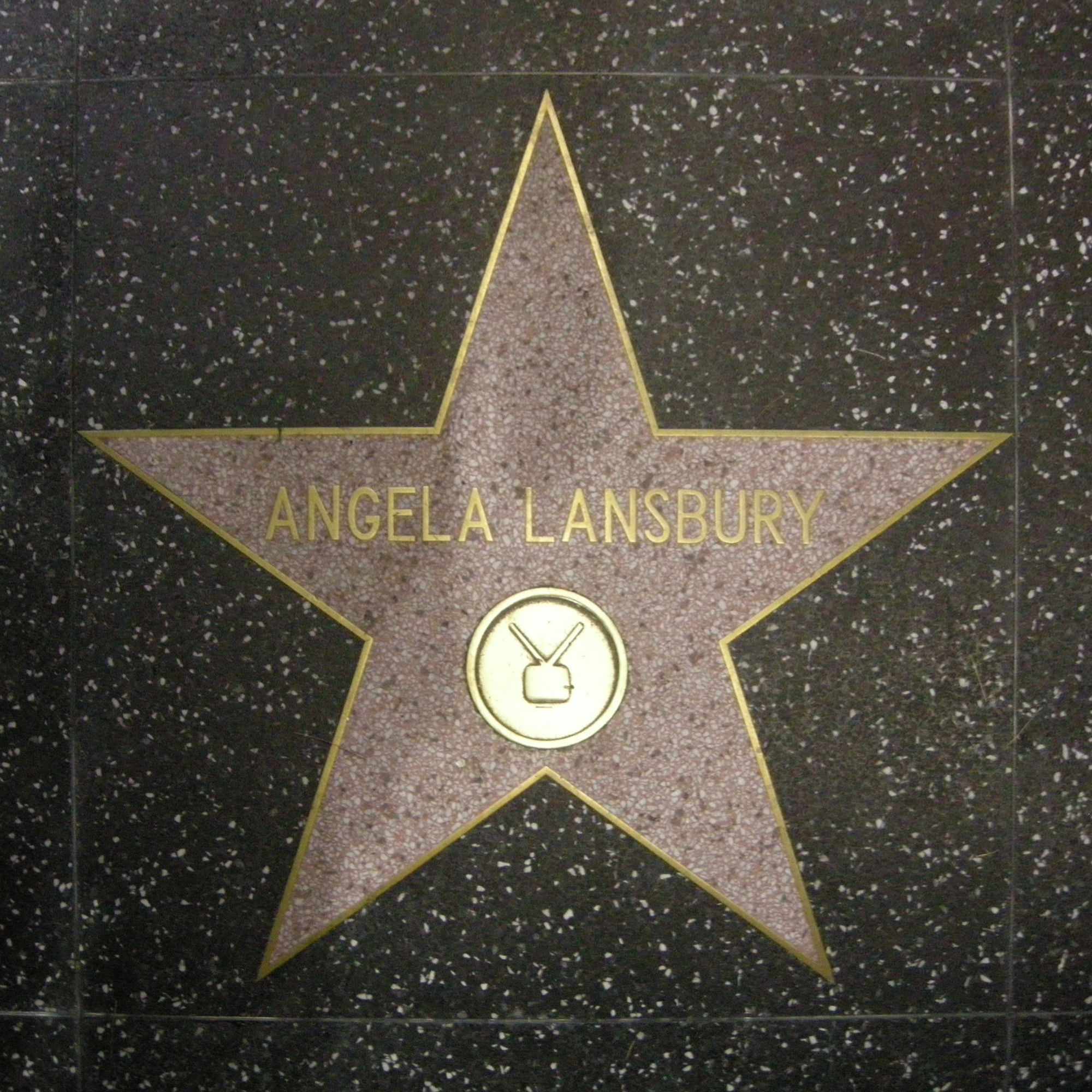
Stella di Angela Lansbury sulla Hollywood Walk of Fame

  - 1945 – Candidatura alla miglior attrice non protagonista per Angoscia
  - 1946 – Candidatura alla miglior attrice non protagonista per Il ritratto di Dorian Gray
  - 1963 – Candidatura alla miglior attrice non protagonista per Va' e uccidi
  - 2014 – Oscar onorario
- Golden Globe
  - 1946 – Miglior attrice non protagonista per Il ritratto di Dorian Gray
  - 1963 – Miglior attrice non protagonista per Va' e uccidi
  - 1970 – Candidatura alla miglior attrice in un film – Musical/Commedia per Something for Everyone
  - 1972 – Candidatura alla miglior attrice in un film commedia o musicale per Pomi d'ottone e manici di scopa
  - 1983 – Candidatura alla miglior attrice non protagonista in un telefilm, miniserie o film TV per The Gift of Love: A Christmas Story
  - 1985 – Miglior attrice protagonista in un telefilm per La signora in giallo
  - 1986 – Candidatura alla miglior attrice protagonista in un telefilm per La signora in giallo
  - 1987 – Miglior attrice protagonista in un telefilm per La signora in giallo
  - 1988 – Candidatura alla miglior attrice protagonista in un telefilm per La signora in giallo
  - 1989 – Candidatura alla miglior attrice protagonista in un telefilm per La signora in giallo
  - 1990 – Miglior attrice protagonista in un telefilm per La signora in giallo
  - 1991 – Candidatura alla miglior attrice protagonista in un telefilm per La signora in giallo
  - 1992 – Miglior attrice protagonista in un telefilm per La signora in giallo
  - 1993 – Candidatura alla miglior attrice protagonista in un telefilm per La signora in giallo
  - 1995 – Candidatura alla miglior attrice protagonista in un telefilm per La signora in giallo
- BAFTA
  - 1978 – Candidatura alla miglior attrice non protagonista per Assassinio sul Nilo
  - 2003 – Britannia Award (riconoscimento alla carriera)
- Hollywood Walk of Fame
  - 1960 – 2 Stelle Cinema e Televisione
- Premio Emmy
  - 1983 – Candidatura alla miglior attrice protagonista in un film o miniserie per Gloria Vanderbilt
  - 1985 – Candidatura al miglior monologo in un varietà o programma musicale per Sweeney Todd
  - 1985 – Candidatura alla miglior attrice protagonista in un telefilm per La signora in giallo
  - 1986 – Candidatura all miglior attrice protagonista in un telefilm per La signora in giallo
  - 1987 – Candidatura alla miglior attrice protagonista in un telefilm per La signora in giallo
  - 1987 – Candidatura al miglior monologo in un varietà o programma musicale per The 41st Annual Tony Awards
  - 1988 – Candidatura alla miglior attrice protagonista in un telefilm per La signora in giallo
  - 1989 – Candidatura alla miglior attrice protagonista in un telefilm per La signora in giallo
  - 1990 – Candidatura alla miglior attrice protagonista in un telefilm per La signora in giallo
  - 1990 – Candidatura al miglior monologo in un varietà o programma musicale per The 43rd Annual Tony Awards
  - 1991 – Candidatura alla miglior attrice protagonista in un telefilm per La signora in giallo
  - 1992 – Candidatura alla miglior attrice protagonista in un telefilm per La signora in giallo
  - 1993 – Candidatura alla miglior attrice protagonista in un telefilm per La signora in giallo
  - 1994 – Candidatura alla miglior attrice protagonista in un telefilm per La signora in giallo
  - 1995 – Candidatura alla miglior attrice protagonista in un telefilm per La signora in giallo
  - 1996 – Candidatura alla miglior attrice protagonista in un telefilm per La signora in giallo
  - 2004 – Candidatura alla miglior attrice non protagonista in un film o miniserie per The Blackwater Lightship
  - 2005 – Candidatura alla miglior guest star in una serie televisiva per Law & Order – Unità vittime speciali
- National Board of Review
  - 1962 – Miglior attrice non protagonista per Va' e uccidi e E il vento disperse la nebbia
  - 1978 – Miglior attrice non protagonista per Assassinio sul Nilo
- Premio Laurence Olivier
  - 2015 – Migliore attrice non protagonista per Blithe Spirit
- Saturn Award
  - 1980 – Candidatura alla miglior attrice protagonista per Assassinio allo specchio
- Screen Actors Guild
  - 1997 – Premio alla carriera
- Tony Award
  - 1966 – Miglior attrice in un musical per Mame
  - 1969 – Miglior attrice in un musical per Dear World
  - 1975 – Miglior attrice in un musical per Gypsy: A Musical Fable
  - 1979 – Miglior attrice in un musical per Sweeney Todd: The Demon Barber of Fleet Street
  - 2007 – Candidatura alla miglior attrice per Deuce
  - 2009 – Miglior attrice non protagonista per Blithe spirit
  - 2010 – Candidatura alla miglior attrice non protagonista in un musical per A Little Night Music
  - 2022 – Premio alla carriera

### Altri premi
- Young Hollywood Hall of Fame (1940's)

## Doppiatrici italiane
Nelle versioni in italiano delle opere in cui ha recitato, Angela Lansbury è stata doppiata da: 
- Alina Moradei ne I pirati di Penzance, Chi ha ucciso Sherlock Holmes?, La signora in giallo,[14] La rabbia degli angeli - La storia continua, Volo KAL 007 - Alla ricerca della verità (ridoppiaggio), Mamma Natale, La signora in giallo - Vagone letto con omicidio, La signora Pollifax, La signora in giallo - Appuntamento con la morte, Fantasia 2000, La signora in giallo - L'ultimo uomo libero, Il tocco di un angelo, La signora in giallo - La ballata del ragazzo perduto, Law & Order - Unità vittime speciali, Magnum, P.I. (ridoppiaggio),[15] I pinguini di Mr. Popper
- Rosetta Calavetta in Sansone e Dalila, Gli ammutinati dell'Atlantico, L'ultimo agguato, I senza Dio, Il giullare del re, Olympia, Blue Hawaii
- Dhia Cristiani ne Lo stato dell'Unione, Come sposare una figlia, E il vento disperse la nebbia, Amori proibiti, Tre donne per uno scapolo
- Lydia Simoneschi in Va' e uccidi, Le avventure e gli amori di Moll Flanders, Jean Harlow, la donna che non sapeva amare, Pomi d'ottone e manici di scopa[16]
- Noemi Gifuni ne Lo stato dell'Unione (ridoppiaggio TV), Su Cukor, Law & Order - Il verdetto
- Dina Perbellini ne Il ritratto di Dorian Gray, Le ragazze di Harvey
- Franca Dominici ne La maschera di porpora, Assassinio sul Nilo
- Flaminia Jandolo ne La lunga estate calda, La più grande storia mai raccontata
- Andreina Pagnani ne Il buio in cima alle scale, La vita privata di Henry Orient
- Anna Miserocchi ne Il mistero della signora scomparsa, Segreti
- Laura Rizzoli in Volo KAL 007 - Alla ricerca della verità (edizione VHS), Magnum, P.I.
- Lorenza Biella in In volo per un sogno, Piccole donne
- Wanda Tettoni in Gran Premio
- Nella Maria Bonora in Peccatori senza peccato
- Clelia Bernacchi ne I tre moschettieri
- Isa Bellini in Assassinio allo specchio
- Liù Bosisio in Gloria Vanderbilt
- Eva Ricca in Un omicidio programmato
- Laura Carli in In compagnia dei lupi
- Francesca Palopoli in Nanny McPhee - Tata Matilda
- Doriana Chierici ne Il ritorno di Mary Poppins
- Mirta Pepe in Glass Onion: Knives Out
- Margherita Sestito in Angoscia (ridoppiaggio)
- Roberta Paladini in Gran Premio (ridoppiaggio)
- Stefania Patruno ne I senza Dio (ridoppiaggio TV)

Da doppiatrice è sostituita da:
- Alina Moradei ne La bella e la bestia (solo dialoghi nella scene aggiunte[17]), La bella e la bestia - Un magico Natale (dialoghi[18]), Anastasia (dialoghi[18]), A proposito di Schmidt
- Maria Pia Di Meo ne I quattro cavalieri dell'Apocalisse
- Liù Bosisio in L'ultimo unicorno
- Isa Di Marzio ne La bella e la bestia
- Vittoria Febbi ne Il Grinch